# Uhrhøj
Uhrhøj er en bydel i det nordvestlige Vejle. Området inkluderer i daglig tale landsbyen Uhre, samt villakvarterne Petersminde, Stjernekvarteret, Planetbyen, Hovertoften og Gl. Uhrhøj.
På Uhrhøj finder man Petersmindeskolen, SFO, to sportshaller, Børnehuset Gaia, Børnegården Uhrhøj og Plejecenter Hovergården, samt idrætsforening, spejderklub, bager, benzintank, to pizzeriaer og to lavprissupermarkeder. 
Uhrhøj grænser op til Grejsdalen, Trædballe og Vejle By. Derfor indgår Uhrhøj i Vejle Kommune og Hover Sogn med Hover Kirke.
På bakkerne syd og øst for Uhrhøj ligger nogle af Danmarks stejleste veje og stier. En dem er Chr. Winthersvej som med en maksimal stigningsprocent på 25,5 kaldes "Danmarks stejleste vej". 
Cykelløbene PostNord Danmark Rundt og Grejsdalsløbet lægger ofte ruten op ad Uhrhøjs bakker. Det samme gjorde Tour de France i 2022, men valgte dog den langt blidere stigning på Jellingvej.